# Río de la Plata

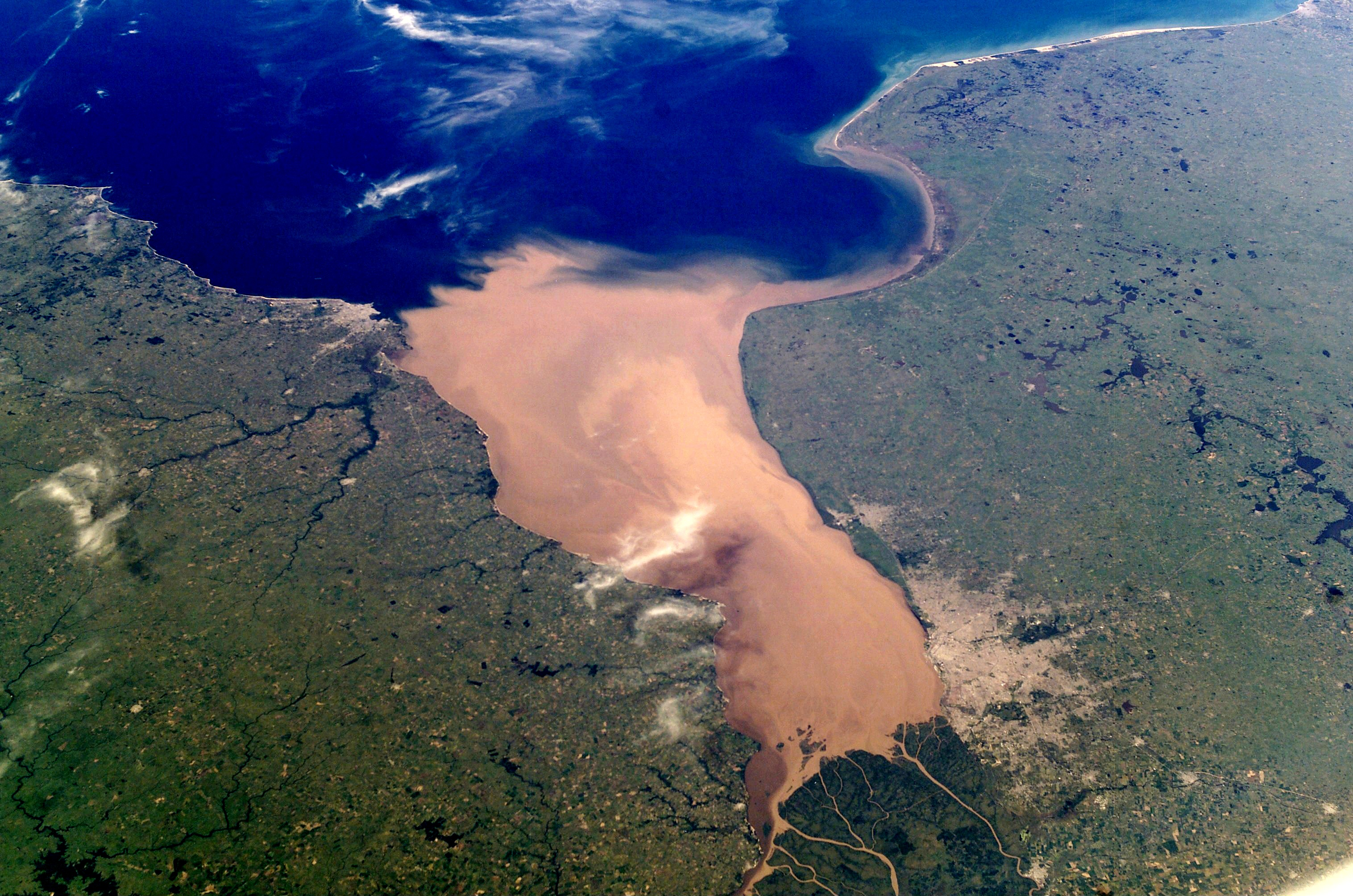
Satellitenaufnahme (Buenos Aires liegt rechts unten, Montevideo links oben)

Als Río de la Plata (spanisch für Silberfluss) wird der gemeinsame 290 km lange und bis zu 220 km breite Mündungstrichter der großen südamerikanischen Ströme Paraná und Uruguay in den Atlantischen Ozean bezeichnet.
Das Wasser des Río de la Plata ist durch den hohen Eintrag von lehmigem Schlamm trüb. Aus der Luft kann man sehen, wie sich das ockerfarbene Wasser des Uruguay nur langsam mit dem rotbraunen Wasser des Paraná vermischt. Das Revier weist nur geringe Tiefen auf, im Allgemeinen unter 20 m, so dass Schiffe mit größerem Tiefgang, die Buenos Aires ansteuern, ausgebaggerte Fahrrinnen benutzen müssen.
Die Region um den Río de la Plata ist sehr dicht besiedelt. Die argentinische Hauptstadt Buenos Aires (etwa 3 Mio. Einwohner, Ballungsraum Gran Buenos Aires rund 12 Mio. Einwohner) am südlichen Ufer und die uruguayische Hauptstadt Montevideo (fast 1,4 Mio. Einwohner, 2 Mio. im Ballungsraum) am Nordufer sind die größten Städte am Río de la Plata.

## Geographie
Der Ursprung des Río de la Plata ist der Zusammenfluss von Río Paraná und Río Uruguay (33° 56′ 45,2″ S, 58° 24′ 33,5″ W).
Die International Hydrographic Organization definiert die Grenze zum Atlantik auf einer gedachten Linie von der uruguayischen Stadt Punta del Este (34° 57′ 53″ S, 54° 56′ 43″ W) zum Cabo San Antonio (36° 18′ S, 56° 47′ W) in Argentinien. Durch den Rio de la Plata verläuft die Staatsgrenze zwischen Argentinien und Uruguay.

## Namensgebung
Den Namen erhielt diese Flussmündung vermutlich dadurch, dass die Silbervorkommen aus Potosí im heutigen Bolivien über ihn verschifft wurden. Sucre, die offizielle Hauptstadt Boliviens, hieß damals Charcas, wurde aber auch La Plata genannt.
Andere Quellen gehen davon aus, dass der Name daher rührt, dass in dieser Region zunächst bedeutende Silbervorkommen vermutet wurden. Die Vermutung gründete sich wahrscheinlich auf den Umstand, dass die Entdecker, die zusammen mit Juan Díaz de Solís 1516 an der Mündung des Río de la Plata Schiffbruch erlitten, von den dort lebenden Indios mit Silberschmuck beschenkt wurden. Unter den wenig später in dieses Gebiet aufbrechenden Eroberern verbreitete sich die Mär von einer Sierra de la Plata, einem Berg mit reichhaltigem Silbervorkommen. Wie sich später herausstellte, war die Vermutung falsch.
Eine weitere mögliche Erklärung, woher der Fluss seinen Namen erhielt, hängt mit der Farbe zusammen. An hellen, gleißenden Sonnentagen sieht die Oberfläche des Wassers so aus, als sei sie aus reinem Silber.

## Geschichte
1534 fuhr eine zum Teil von den Welsern und auch den Fuggern finanzierte Flotte von 14 Schiffen mit über 2.500 Seeleuten und Soldaten unter dem Kommando von Pedro de Mendoza zu einem Eroberungszug in das Mündungsgebiet des Río de la Plata. An dem Unternehmen nahm der Landsknecht Ulrich Schmidel teil, der davon berichtete. 
1888 ereignete sich im Gebiet des Río de la Plata ein Erdbeben.
Zu Beginn des Zweiten Weltkriegs fand bei der Mündung die so genannte Schlacht am Río de la Plata zwischen dem deutschen Panzerschiff Admiral Graf Spee und alliierten (britischen) Einheiten statt.

## Umwelt
Im Río de la Plata vermischen sich Flusswasser und Meerwasser, und das Wasser ist nur oberhalb von Buenos Aires Süßwasser, zwischen Buenos Aires und Montevideo brackig und östlich davon salzig wie Meerwasser. Entsprechend ist die Fauna vor allem von Meeresfischen geprägt. So kommen der Engnasen-Glatthai (Mustelus schmitti) und der Argentinische Engelhai (Squatina argentina) sowie die Rochen Zapterix brevirostris und Myliobatis goodei vor. Außerdem verschiedene Arten aus der Familie der Umberfische (Cynioscion striatus, Macrodon acylodon, Menticirrhus americanus, Micropogonias fumieri, der Gebänderte Umber (Paralonchurus brasiliensis) und der Schwarze Trommler (Pogonias cromis)), die Knurrhähne Prionotus nudigula und Prionotus punctatus, die Stachelmakrele Parona signata, eine Art aus der Familie der Scheinbutte (Paralichthys sp.), die Gabeldorschart Urophycis brasiliensis, drei Arten aus der Ordnung der Heringsartigen (Anchoa marinii, Brevooitia aurea und Engraulis anchoita), eine Basilichthys-Art (Neuweltliche Ährenfische), Meeräschen (Liza sp. und Mugil sp.), die Grundel Gobiosoma parri und der Kammzahnschleimfisch Hypleurochilus fissicornis. Süßwasserfische, die im Río de la Plata nachgewiesen wurden, sind der Säbelzahnsalmler (Rhaphiodon vulpinus), die Antennenwelse Parapimelodus valenciennesi und Megalonema argentinum und eine Art aus der Familie der Falschen Dornwelse (Trachycorystes sp.). Dazu kommen zwei Delfinarten, der La-Plata-Delfin (Pontoporia blainvillei) und der Große Tümmler (Tursiops truncatus).